# Toboh Palabah
Toboh Palabah is een bestuurslaag in het regentschap Pariaman van de provincie West-Sumatra, Indonesië. Toboh Palabah telt 959 inwoners (volkstelling 2010).